# فرودگاه ماندال‌غوبی
فرودگاه ماندال‌غوبی (به انگلیسی: Mandalgovi Airport) یک فرودگاه نظامی و غیرنظامی با کد یاتا MXW است که یک باند فرود چمن دارد و طول باند آن ۱۸۰۰ متر است. این فرودگاه در شهر ماندال‌غوبی کشور مغولستان قرار دارد .